# Louis Clausade
Pour les articles homonymes, voir Clausade.
Jean-Marie Louis Clausade, né le 12 février 1862 à Toulouse et mort le 19 décembre 1899 à Paris, est un sculpteur français.

## Biographie

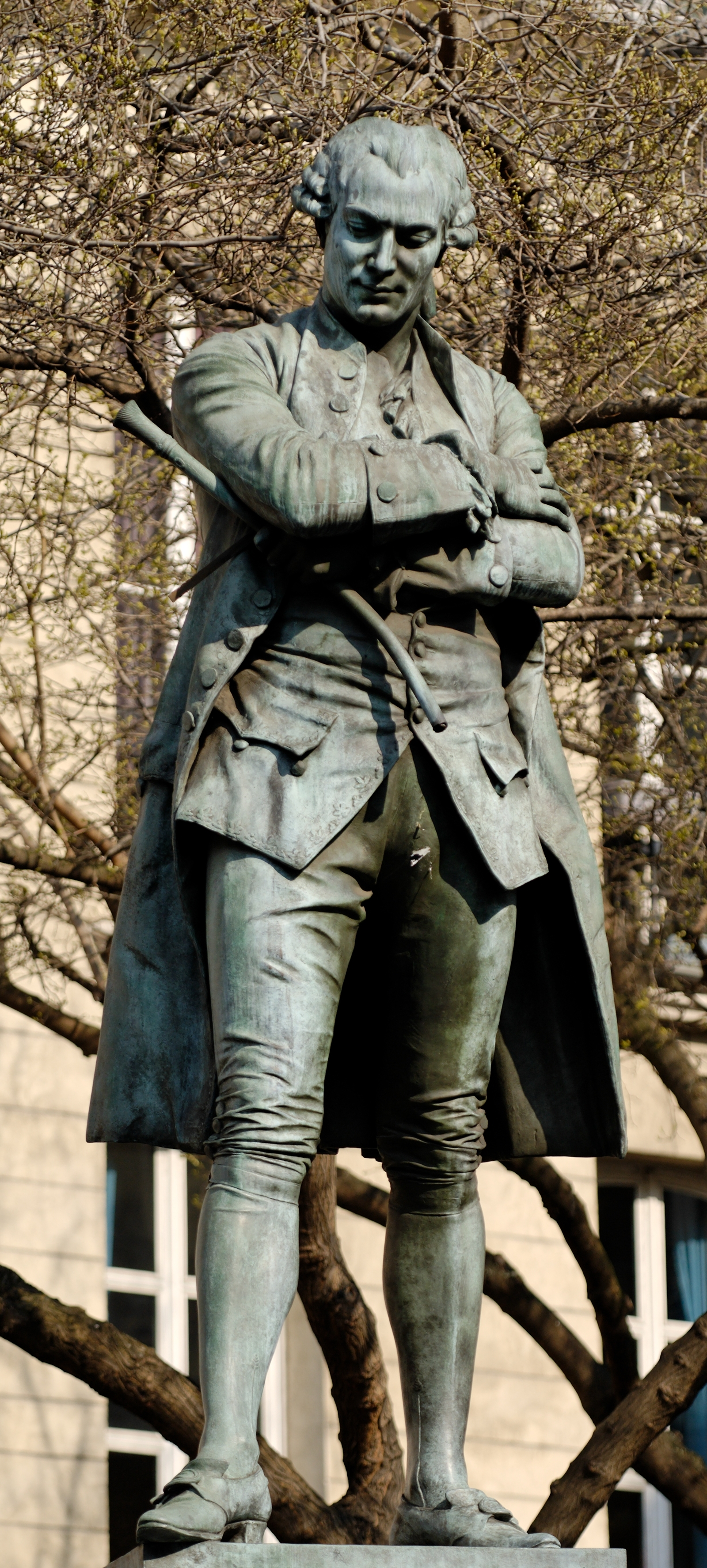
Détail du Monument à Beaumarchais (1897), rue Saint-Antoine à Paris.

Louis Clausade est né à Toulouse, où son père Jean-Pierre Clausade était également sculpteur. Orphelin  de père et de mère, il doit s’astreindre à des activités fatigantes qui altèrent sa santé. 
Élève de Falguière à l'École des beaux-arts de Paris, Louis Clausade obtient une médaille d’honneur au Salon des artistes français de 1888. En 1892, il est lauréat du premier second grand prix de Rome.
Il meurt à Paris le 19 décembre 1899, des suites d'une congestion contractée sur le chantier de l’Exposition universelle de 1900.

## Œuvres dans les collections publiques
- À Limoges : Monument à Sadi Carnot, 1897, bronze. Initialement prévu pour la place Tourny, le monument est finalement inauguré le 26 juillet au rond-point Garibaldi après de nombreux débats au sein du conseil municipal. La statue est envoyée à la fonte en 1942 sous le régime de Vichy dans le cadre de la mobilisation des métaux non ferreux[4],[5].

- Paris :
  - au cimetière du Montparnasse, Henry Govignon, médaillon en bronze (40 cm) ornant le monument funéraire dudit Henry Govignon (1831-1896), ingénieur des arts et manufactures[6] ;
  - École nationale supérieure des beaux-arts : Adam et Ève chassés du paradis terrestre, plâtre, prix de Rome de 1892 ;
  - Grand Palais, façade : L’Art romain ;
  - rue Saint-Antoine, à l'entrée sud de la rue des Tournelles : Monument à Beaumarchais, 1897, bronze. La maquette est présentée au Salon de 1894 et l'artiste en est récompensé par une bourse de voyage et une médaille de 2e classe[7]. La statue est fondue par la fonderie "Thiébault frères", et le monument est inauguré le 16 mai 1897[8],[9]. Ce monument avait fait l’objet d’un concours organisé par la ville de Paris. Il est élevé en mémoire de l'écrivain, qui a habité un temps dans le quartier, dans une folie (villa) au no 2 de l'actuel boulevard Beaumarchais, à l'angle avec le boulevard Richard-Lenoir et la place de la Bastille (Beaumarchais est contemporain des dix années de la Révolution française de 1789 à 1799) ;

- à Troyes, au musée des beaux-arts : Nicolas de Condorcet, 1892, statuette en terre cuite[10].

### Source
« Nécrologie », Le Monde artiste : théâtre, musique, beaux-arts, littérature, 24 décembre 1899, p.831 (en ligne).